# Сканувальний електронний мікроскоп

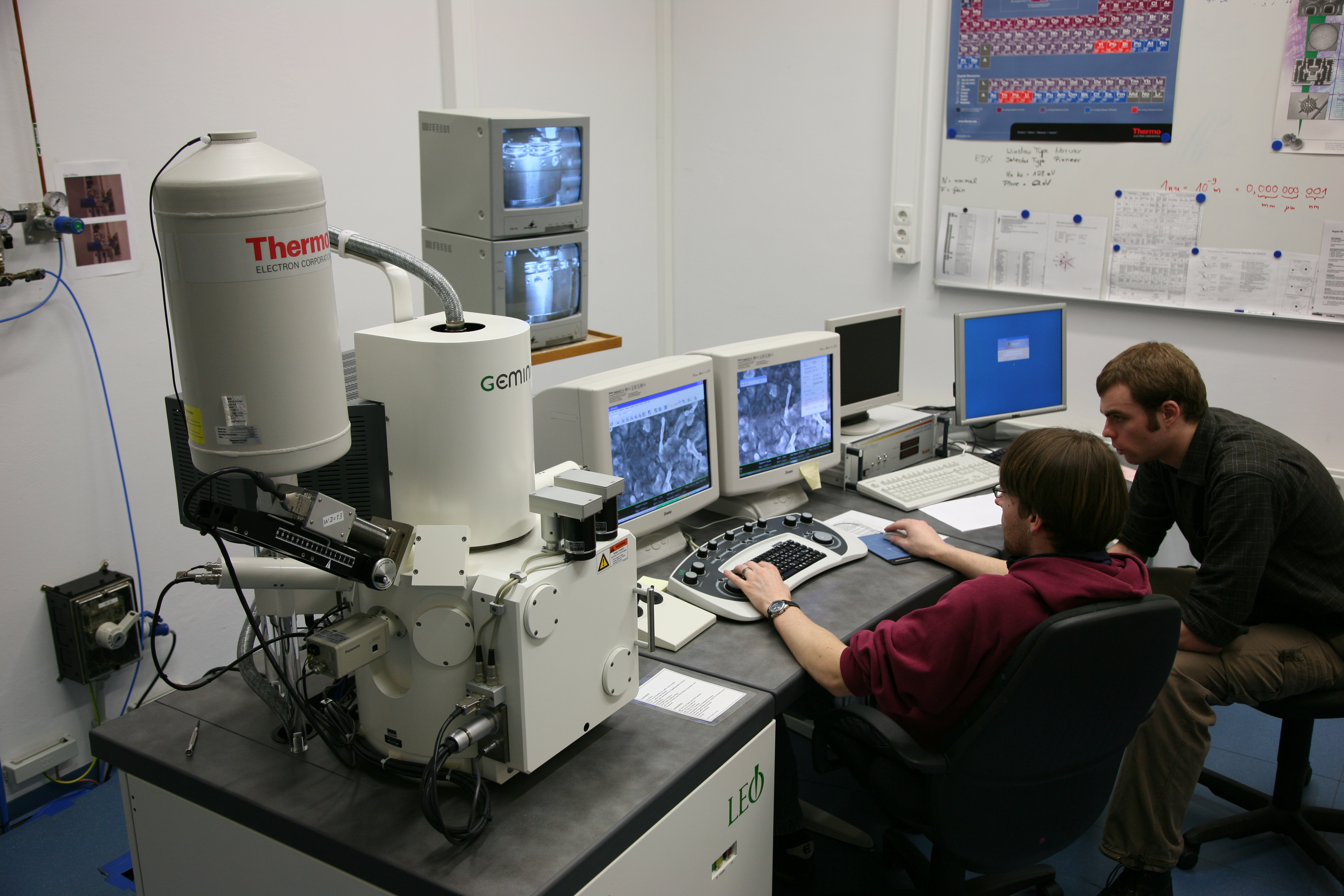
Сканувальний електронний мікроскоп Zeiss Leo Supra 35

Сканувальний електронний мікроскоп (англ. scanning electron microscope, SEM) — науковий прилад, що дозволяє одержувати зображення поверхні зразка з великою роздільною здатністю (менше мікрометра). За допомогою таких мікроскопів можна отримувати й тривимірні зображення, зручні для вивчення структури сканованої поверхні. Ряд додаткових методів (EDX, WDX) дозволяє отримувати інформацію про хімічний склад приповерхневих шарів.

## Принцип роботи

Схема роботи сканувального електронного мікроскопу

Досліджуваний зразок в умовах промислового вакууму сканується сфокусованим електронним пучком середніх енергій. Залежно від механізму реєстрації сигналу розрізняють декілька режимів роботи сканувального електронного мікроскопа: режим відбитих електронів, режим вторинних електронів, режим катодолюмінесценції й т. д. Розроблені методики дозволяють досліджувати не тільки властивості поверхні зразка, але також візуалізувати й отримувати інформацію про властивості підповерхневих структур, які розташовані на глибині декілька мікронів від сканованої поверхні.

## Режими роботи

### Детектування вторинних електронів
Випроміненням, яке формує картинку поверхні зразка, у більшості моделей приладів є саме вторинні електрони, що потрапляють до детектора типу Еверхарта — Торнлі, де і формується первинне зображення, яке після програмно-процесорної обробки потрапляє на екран монітора. Як і у трансмісійних електронних мікроскопах, для фотографування раніше використовували плівку, на яку знімали зображення фотокамерою з чорно-білого екрана електронно-променевої трубки високої чіткості. Зараз сформована картинка просто відображається в інтерфейсному вікні   комп'ютерної програми, що керує мікроскопом й після фокусування оператором може бути збережена на жорсткий диск комп'ютера. Зображення, що формується за допомогою сканувальних мікроскопів, відзначається високою контрастністю і глибиною фокуса. В деяких моделях сучасних приладів завдяки застосуванню технології multibeam і використання спеціального програмного забезпечення можливо отримати 3D-зображення поверхні досліджуваного об'єкта. Наприклад, такі мікроскопи виготовляє японська фірма JEOL.

Пристрій детектора для вторинних електронів

## Роздільна здатність
Просторова роздільна здатність сканувального електронного мікроскопа залежить від поперечного розміру електронного пучка, який своєю чергою залежить від характеристик електронно-оптичної системи, що фокусує пучок. Роздільна здатність також обмежена розміром області взаємодії електронного зонда зі зразком, тобто від матеріалу мішені. Розмір електронного зонда і розмір області взаємодії зонда зі зразком набагато більші відстані між атомами мішені, таким чином, роздільна здатність сканувального електронного мікроскопа не є достатньо великою, щоб відображати атомарні масштаби, як це можливо, наприклад, в електронному мікроскопі, що працює за принципом просвічування. Проте сканувальний електронний мікроскоп має свої переваги, включаючи здатність візуалізувати порівняно велику область зразка, здатність досліджувати масивні мішені (а не тільки тонкі плівки), а також різноманітність аналітичних методів, що дозволяють досліджувати фундаментальні характеристики матеріалу мішені. Залежно від конкретного приладу і параметрів експерименту, можна досягнути значення роздільної здатності від десятків до одиниць нанометрів.

## Застосування
Сканувальні мікроскопи застосовуються в першу чергу як дослідницький інструмент у фізиці, матеріалознавстві, електроніці, біології, нанотехнологіях. В основному для отримання зображення досліджуваного зразка, яке може сильно змінюватись залежно від типу детектора, який використовується. Ці відмінності одержаних зображень дозволяють робити висновки про фізичні властивості поверхні, проводити дослідження рельєфу поверхні. Електронний мікроскоп практично єдиний прилад, який може дати зображення поверхні сучасної мікросхеми або проміжної стадії процесу фотолітографії.

Зображення, отримані за допомогою СЕМ
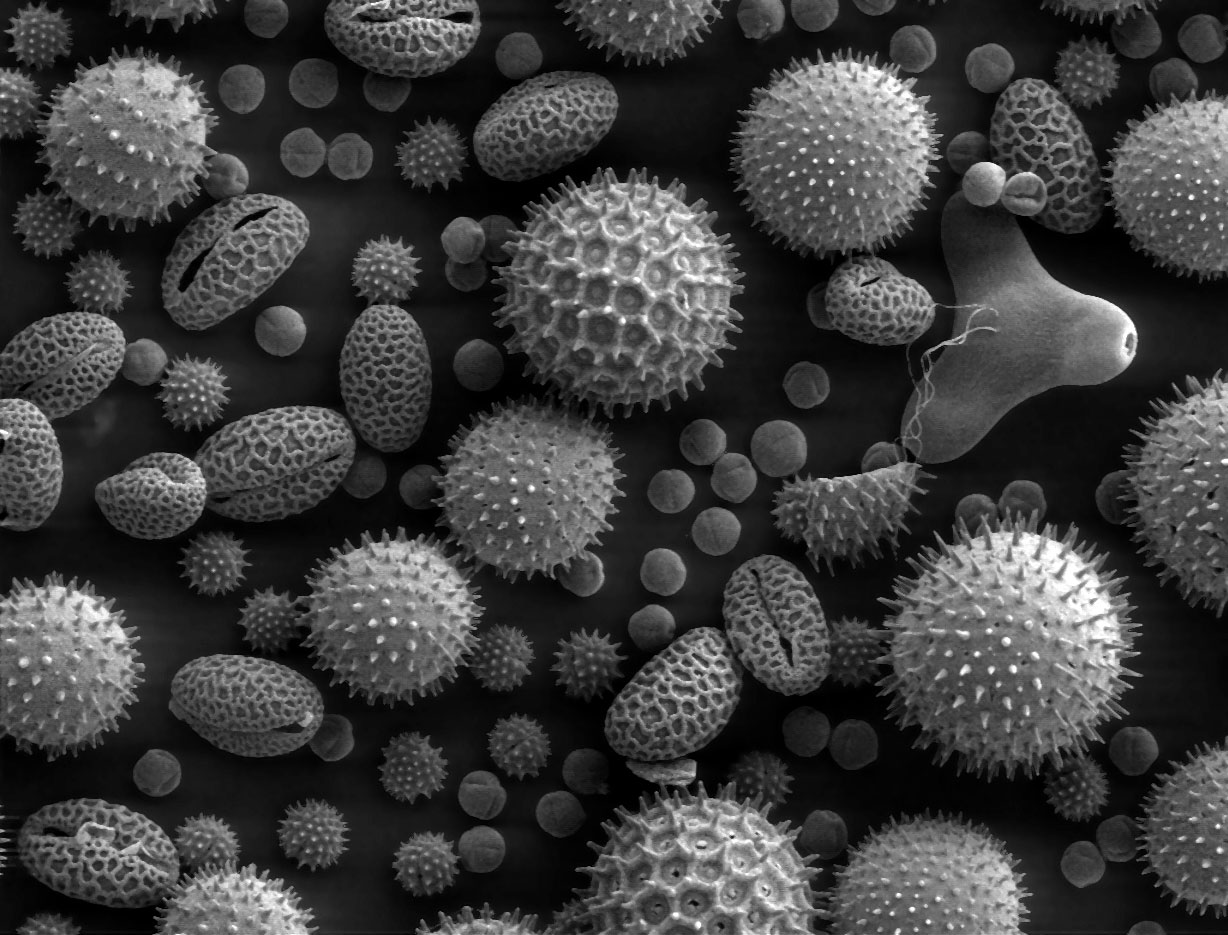
Зображення пилку
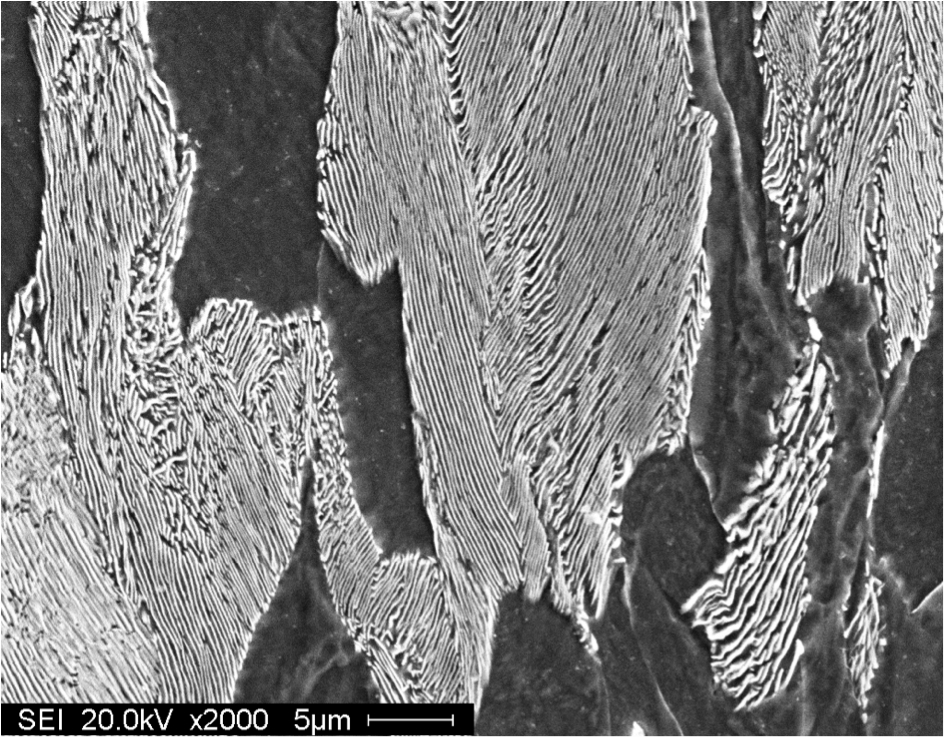
Структура фериту і пластинчастого перліту в сталі
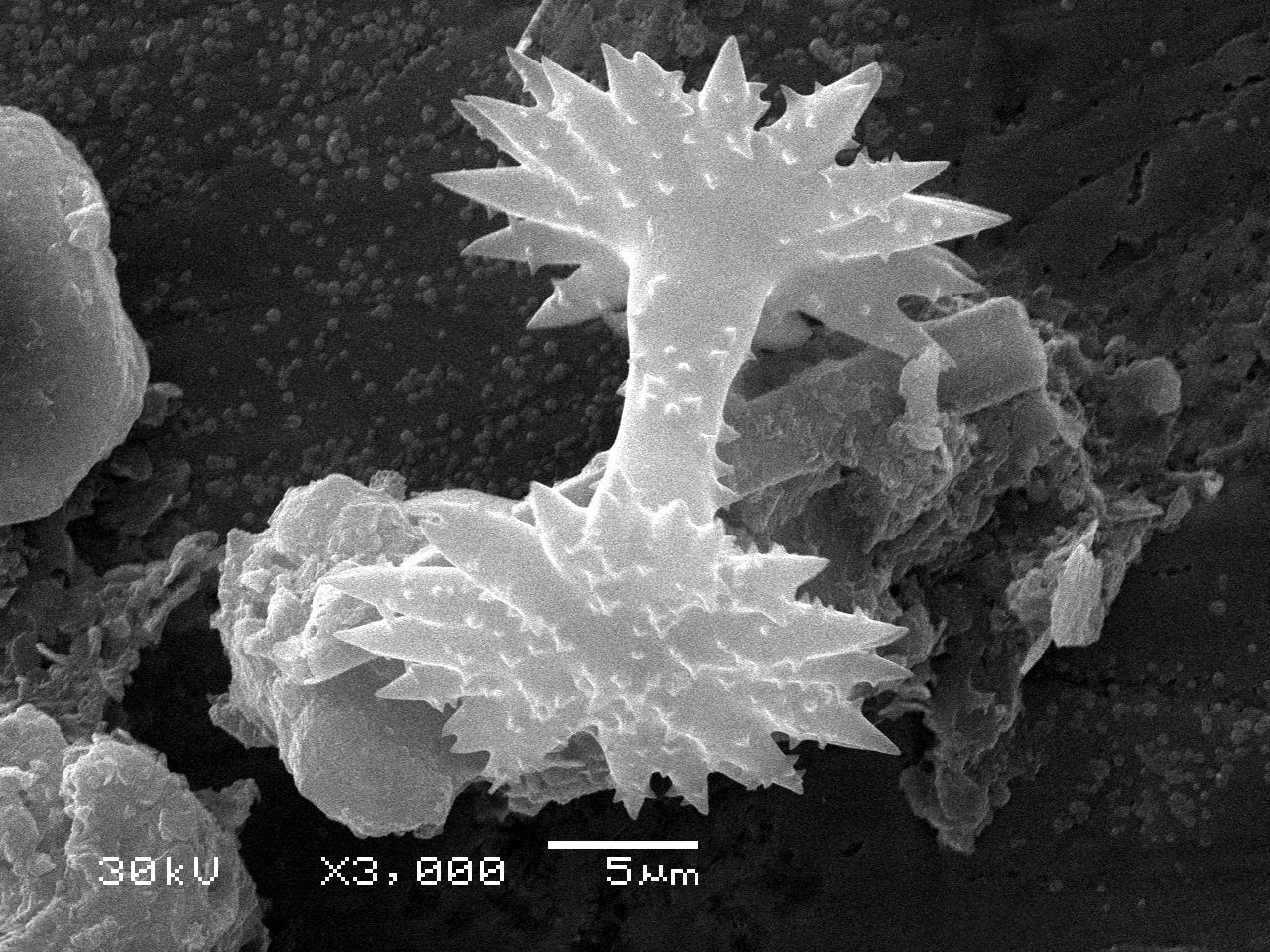
Спікули губок
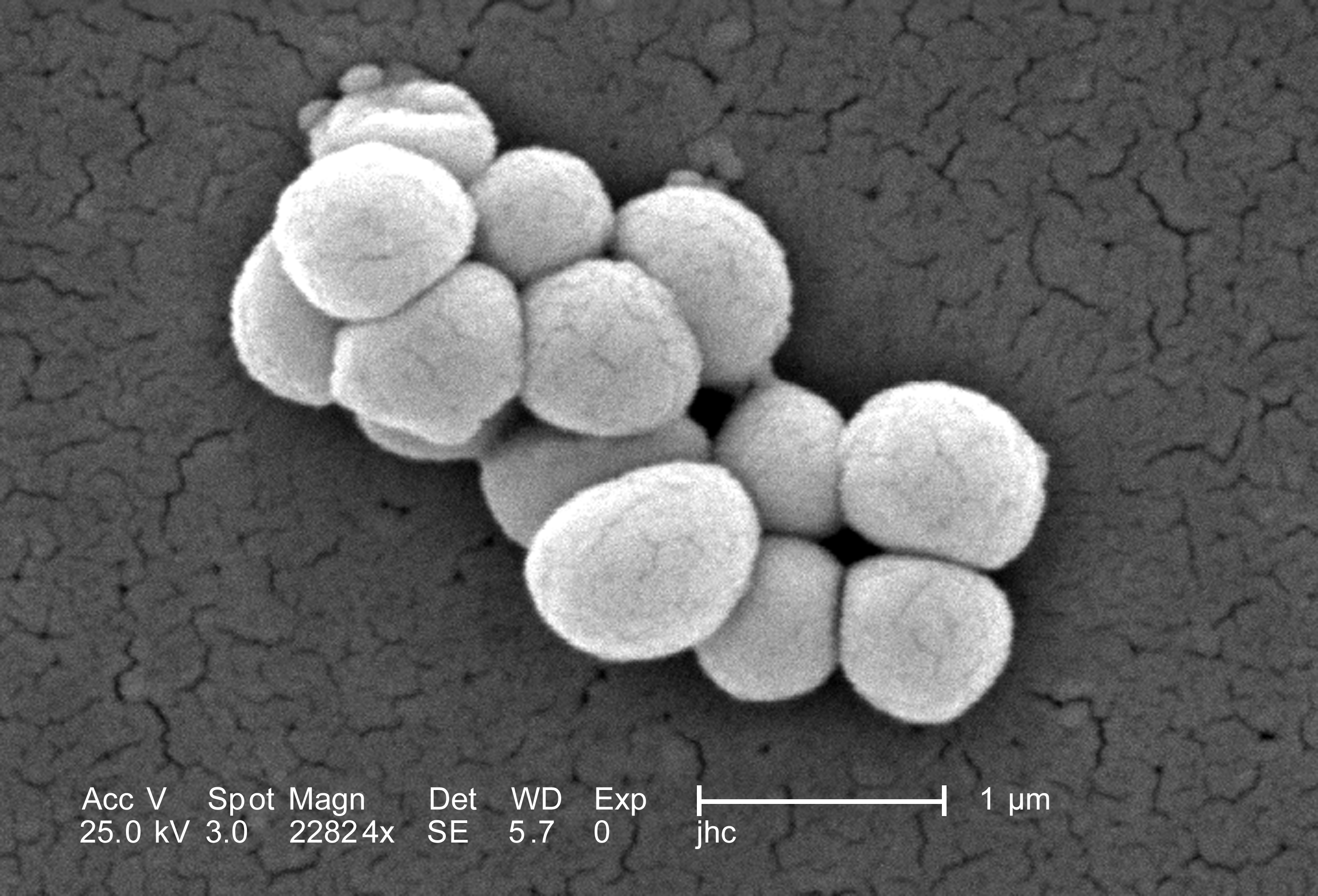
Бактерії Micrococcus luteus

## Характеристики сучасного сканувального електронного мікроскопа (на прикладіMagellan XHR SEM)
Роздільна здатність при оптимальній робочій дистанції
 — 0,8 нм при 15 кВ
 — 0,8 нм при 2 кВ
 — 0,9 нм при 1 кВ
 — 1,5 нм при 200 В
Роздільна здатність у точці сходження
 — 0,8 нм при 15 кВ
 — 0,9 нм при 5 кВ
 — 1,2 нм при 1 кВ

## Основні світові виробники сканувальних електронних мікроскопів
- Carl Zeiss Microscopy — Німеччина.
- FEI Company — США.
- Hitachi — Японія.
- JEOL — Японія.
- Tescan — Чехія.
- KYKY — Китай.
- Coxem — Корейська Республіка.